# Musée d'Art contemporain du Val-de-Marne
Pour les articles homonymes, voir MAC et VAL.
Le musée d'Art contemporain du Val-de-Marne (généralement abrégé en MAC VAL) est un musée d'art contemporain situé place de la Libération à Vitry-sur-Seine, dans le Val-de-Marne, en France. Inauguré en novembre 2005, son bâtiment a été conçu par l'architecte Jacques Ripault. Le MAC VAL est le seul musée à être exclusivement consacré à la scène artistique en France depuis les années 1950. Sa collection est issue du FDAC (Fonds départemental d'art contemporain) constitué par le Conseil départemental du Val-de-Marne à partir des années 1980. Le MAC VAL bénéficie du label « Musée de France » et fait partie du réseau Tram, réunissant des lieux d'art contemporain en Île-de-France.

## Histoire

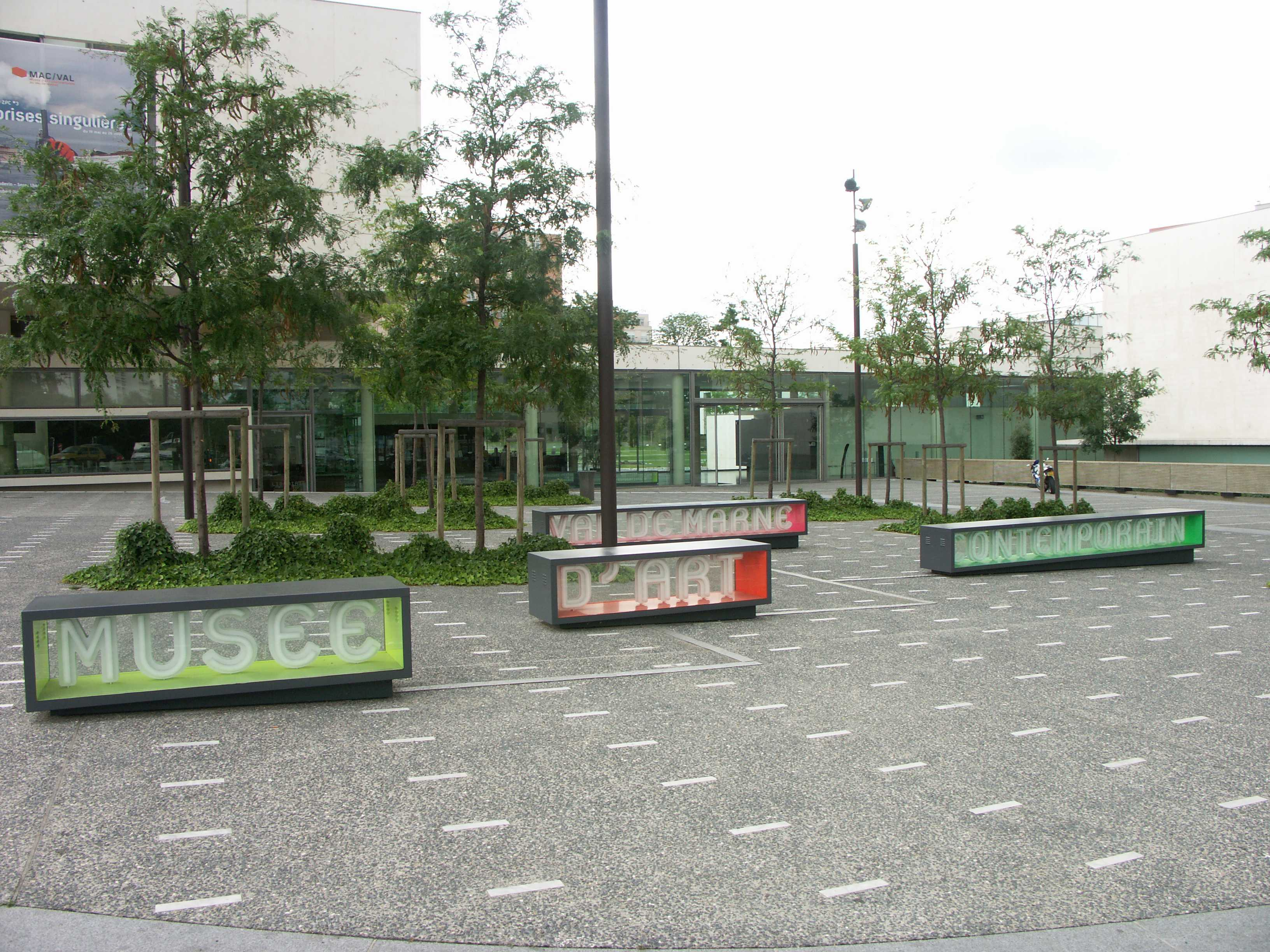
Panneaux d'accueil du MAC VAL.

L'histoire du MAC VAL est directement liée à la politique de soutien aux artistes menée par le Département du Val-de-Marne. En 1982, un Fonds départemental d'Art contemporain (FDAC) est créé sous l'impulsion de Michel Germa, président du Conseil général du Val-de-Marne de 1976 à 2001. Il confie la direction artistique de la collection à Raoul-Jean Moulin, journaliste et critique d'art.
L'opération de 30,5 millions d'euros (HT) inscrite au contrat de plan 2000-2006 est financée par le département du Val-de-Marne avec la contribution du ministère de la Culture et du conseil régional d'Île-de-France. La surface de cet équipement, construit par le cabinet d'architectes Jacques Ripault et Denise Duhard est de 13 000 m2, dont 4 000 réservés aux expositions permanentes et temporaires,. Le bâtiment est entouré d’un jardin public de 10 000 m2. Le musée propose des ateliers d'arts plastiques. Le bâtiment abrite également un auditorium et un cinéma d'art et d'essais.

## Collections
La collection d’art contemporain a été initiée en 1982 par Raoul-Jean Moulin et confiée à Alexia Fabre depuis 1998. Elle compte environ 2 500 œuvres d'artistes de la scène française des années 1950 à nos jours, couvrant différents mouvements : art cinétique, Supports/Surfaces, Nouveau Réalisme... L'exposition inaugurale en deux parties était dédiée dans un premier temps à Jacques Monory (novembre 2005-février 2006), puis à Claude Lévêque (mars-juin 2006). À raison d'une fois tous les 18 mois, les collections permanentes du musée sont présentées par rotation dans les espaces d'exposition.

### Artistes représentés dans le fonds permanent du MAC VAL
Liste non exhaustive
- Gilles Aillaud
  - Piscine vide, 1974
- Pierre Ardouvin
- François Arnal
- Renaud Auguste-Dormeuil
- Élisabeth Ballet
- Gilles Barbier
- Jean-Luc Bichaud
- Christian Boltanski
- Halida Boughriet
- Michel de Broin
- Mark Brusse
- Alain Bublex
- Pierre Buraglio
- Claude Closky
- Philippe Cognée
- Eugène Dodeigne
- Noël Dolla
- Erró
- Malachi Farrell
- Nicolas Floc'h
- Claire Fontaine
- Cyprien Gaillard
- Shilpa Gupta
- Mona Hatoum
- Eric Hattan
- Laura Henno[2]
- Christian Jaccard
- Shirley Jaffe
- Véronique Joumard
- Alexei Kallima
- Peter Klasen
- Irina Korina (en)
- Thierry Kuntzel
- Julio Le Parc
- Ange Leccia
- Claude Lévêque
- Annette Messager[2]
- Joachim Mogarra
- Raymond Moisset
- Jonathan Monk
- Jacques Monory
- François Morellet
- Melik Ohanian
- Bernard Pagès
- Gina Pane
- Éric Poitevin
- Bernard Rancillac
- Hugues Reip
- Anri Sala
- Sarkis
- Franck Scurti
- Vladimir Skoda
- Pierre Soulages[2]
- Peter Stämpfli
- Djamel Tatah
- Bram Van Velde
- Agnès Varda
- Felice Varini
- Jean-Luc Vilmouth
- Claude Viseux
- Tadashi Yamaneko

## Événements marquants
En 2009, puis en 2011, la Mairie de Paris invite Alexia Fabre, conservatrice en chef et Frank Lamy, chargé des expositions temporaires, à être les directeurs artistiques de Nuit Blanche.
En juin 2015, le musée accueille la première exposition consacrée au Grand Paris Express, le futur métro de la métropole parisienne. « Les passagers du Grand Paris Express » présente en exclusivité les maquettes des futures gares de la ligne 15 Sud et plusieurs œuvres consacrées au voyage et aux territoires métropolitains.

## Activités annexes du MAC VAL

### Centre de documentation
Le centre de documentation, situé au premier étage du musée, présente un panorama de l'art des années 1950 à nos jours et plus particulièrement les artistes de la collection du MAC VAL ou qui ont participé à la programmation muséale.

### Restaurants
Dès l'ouverture, le MAC VAL dispose d'un restaurant, « Le Transversal », créé par Inaki Aizpitrate, Laurent Chareau, Benjamin Pelletier et Gilles Strassart. Ce projet touche à sa fin en juillet 2008. Le restaurant actuel, « À la folie », est géré par le chef Hervé Riebbels.

### Production audiovisuelle
Le musée a été utilisé pour le tournage, en 2007, du clip de Zazie, Je suis un homme.

## Accès
Le musée est desservi par la ligne de bus RATP 172, Il est desservi aussi par la ligne 9 du tramway.